# Les Tueurs du R.S.R.2
Pour plus de détails, voir Fiche technique et Distribution.
Les Tueurs du R.S.R.2 (Das Feuerschiff) est un film allemand réalisé par Ladislas Vajda, sorti en 1963.

## Synopsis
Le capitaine Freytag doit faire des choix moraux pour la sûreté de son équipage et son jeune fils alors que trois criminels ont pris le contrôle de son bateau-phare.

## Fiche technique
- Titre : Les Tueurs du R.S.R.2
- Titre original : Das Feuerschiff
- Réalisation : Ladislas Vajda
- Scénario : Siegfried Lenz et Curt Siodmak
- Musique : Peter Sandloff
- Photographie : Heinz Pehlke
- Montage : Hermann Ludwig
- Production : Roberto Amoroso et Hans Wolff
- Société de production : Fono Film et Süd-Film
- Pays :  Allemagne de l'Ouest
- Genre : Drame
- Durée : 84 minutes
- Dates de sortie : 
  -  Allemagne de l'Ouest : 5 mars 1963

## Distribution
- James Robertson Justice : le capitaine Freytag
- Helmut Wildt : Dr. Caspary
- Dieter Borsche : Rethorn
- Pinkas Braun : Philippi
- Michael Hinz : Fred Freytag
- Georg Lehn : Gombert
- Günter Mack : Zumpe
- Simon Martin : Martin
- Werner Peters : Trittel
- Sieghardt Rupp : Eugen

## Distinctions
Le film a été nommé pour trois Deutscher Filmpreis et en a remporté deux : Meilleur film (ex aequo) et Meilleur second rôle masculin pour Michael Hinz.